# Parti populaire suédois de Finlande
Pour les articles homonymes, voir SFP.
Le Parti populaire suédois de Finlande (en suédois : Svenska folkpartiet i Finland, abrégé en SFP et en finnois : Suomen ruotsalainen kansanpuolue, abrégé en RKP) est un parti politique finlandais qui représente les intérêts de la minorité finlandaise suédophone. Il arrive à obtenir environ 5 % des voix à chaque élection, réunissant la majorité des suédophones. En 2010, il ajoute la mention de Finlande à son nom officiel.
Traditionnellement, son sigle s'écrit en minuscules (sfp) en Finlande.

## Histoire
Le Parti populaire suédois de Finlande a été créé par Axel Lille (en) en 1906 et est un des plus vieux partis finlandais. Son score est en légère baisse à long terme. Il a obtenu 7,9 % des voix aux élections législatives en 1945, 4,5 % en 2007 et 4,3 % en 2011. 
De 1972 à 2015, le parti fait partie de toutes les coalitions gouvernementales, à l'exception du gouvernement technique de Keijo Liinamaa, en fonction pendant quelques mois en 1975. 
Le parti compte actuellement neuf parlementaires depuis 2007 (sans changement en 2011).
Lors des élections européennes de 2009, le SFP a obtenu 101 389 voix (6,1
%) (+0,4) et un député européen (=), Carl Haglund. Lors des élections suivantes, le SFP obtient 116 747 voix (soit	6,76 %) et conserve son député européen, avec Nils Torvalds qui a remplacé Haglund.
Son dirigeant actuel est Stefan Wallin (auparavant c'était Jan-Erik « Cecco » Enestam (né en 1947) de juin 1998 à 2006). Le président est élu chaque année au congrès du parti.
Le parti a obtenu huit députés (4,6 %) (sur 200) en 2003, en baisse légère mais constante depuis la Seconde Guerre mondiale. En mars 2007, il obtient neuf députés (+1), 126 520 voix, mais seulement 4,5 % des suffrages exprimés. En 2011, il obtient 125 785 voix, soit 4,3 % mais toujours 9 députés.
Dans le gouvernement de coalition, deux ministres représentaient le SFP, le ministre de l'Environnement, Jan-Erik Enestam, l'ancien leader du parti, remplacé par l'actuel depuis 2006, et par la ministre du Budget, Mme Ulla-Maj Wideroos. Il n'a pas été dans l'opposition depuis 1976, ce qui est remarquable pour un petit parti.
Au Parlement européen, il est représenté par Nils Torvalds.

## Idéologie
Membre de l'Internationale libérale, le Parti populaire suédois est un parti pro-européen. Il est également membre du Parti de l'Alliance des libéraux et des démocrates pour l'Europe.

## Organisation
Au Parlement finlandais, les députés du Parti populaire suédois siègent dans le même groupe que l'unique député des îles Åland. Ensemble, ils forment le groupe parlementaire suédois.
Le SFP est présent dans presque toutes les communes qui bordent la côte finlandaise et certaines villes sont dirigées par le SFP seul.

## Dirigeants

### Présidents
| Portrait                                                            | Identité                              | Période      | Période      | Durée                      |
| Portrait                                                            | Identité                              | Début        | Fin          | Durée                      |
| ------------------------------------------------------------------- | ------------------------------------- | ------------ | ------------ | -------------------------- |
| Axel Lille                                                          | Axel Lille (en) (1848 - 1921)         | 1906         | 1917         | 11 ans                     |
| Pas de portrait sous licence libre disponible pour Eric von Rettig. | Eric von Rettig (en) (1867 - 1937)    | 1917         | 1934         | 17 ans                     |
| Ernst von Born                                                      | Ernst von Born (1885 - 1956)          | 1934         | 1945         | 11 ans                     |
| Ralf Törngren                                                       | Ralf Törngren (1899 - 1961)           | 1945         | 1955         | 10 ans                     |
| Ernst von Born                                                      | Ernst von Born (1885 - 1956)          | 1955         | 1956         | 1 an                       |
| Lars Erik Taxell                                                    | Lars Erik Taxell (en) (1913 - 2013)   | 1956         | 1966         | 10 ans                     |
| Jan-Magnus Jansson                                                  | Jan-Magnus Jansson (en) (1922 - 2003) | 1966         | 1973         | 7 ans                      |
| Kristian Gestrin                                                    | Kristian Gestrin (1929 - 1990)        | 1973         | 1974         | 1 an                       |
| Carl Olof Tallgren                                                  | Carl Olof Tallgren (en) (1927 - 2024) | 1974         | 1977         | 3 ans                      |
| Pär Stenbäck                                                        | Pär Stenbäck (né en 1941)             | 1977         | 1985         | 8 ans                      |
| Christoffer Taxell, 17 juillet 2012.                                | Christoffer Taxell (né en 1948)       | 1985         | 1990         | 5 ans                      |
| Ole Norrback                                                        | Ole Norrback (né en 1941)             | 1990         | 1998         | 8 ans                      |
| Jan-Erik Enestam, 26 octobre 2005.                                  | Jan-Erik Enestam (né en 1947)         | 1998         | 11 juin 2006 | 8 ans                      |
| Stefan Wallin, 10 mai 2012.                                         | Stefan Wallin (né en 1967)            | 11 juin 2006 | 10 juin 2012 | 5 ans, 11 mois et 30 jours |
| Carl Haglund, 24 avril 2009.                                        | Carl Haglund (né en 1979)             | 10 juin 2012 | 12 juin 2016 | 4 ans et 2 jours           |
| Anna-Maja Henriksson, 2023.                                         | Anna-Maja Henriksson (née en 1964)    | 12 juin 2016 | 16 juin 2024 | 8 ans et 4 jours           |
| Anders Adlercreutz, 2023.                                           | Anders Adlercreutz (né en 1970)       | 16 juin 2024 | En cours     | 11 mois et 26 jours        |

## Résultats électoraux

### Élections à l'Eduskunta
| Année | Députés  | Votes  | Gouvernement                                                              |
| ----- | -------- | ------ | ------------------------------------------------------------------------- |
| 1907  | 24 / 200 | 12,6 % |                                                                           |
| 1908  | 24 / 200 | 12,7 % |                                                                           |
| 1909  | 25 / 200 | 12,3 % |                                                                           |
| 1910  | 26 / 200 | 13,5 % |                                                                           |
| 1911  | 26 / 200 | 13,3 % |                                                                           |
| 1913  | 25 / 200 | 13,1 % |                                                                           |
| 1916  | 21 / 200 | 11,8 % |                                                                           |
| 1917  | 21 / 200 | 10,9 % | Svinhufvud I, Paasikivi et Ingman I                                       |
| 1919  | 22 / 200 | 12,1 % | Kaarlo Castrén, Opposition, Erich, Opposition                             |
| 1922  | 25 / 200 | 12,4 % | Opposition                                                                |
| 1924  | 24 / 200 | 12,0 % | Ingman II, Opposition                                                     |
| 1927  | 23 / 200 | 12,2 % | Opposition                                                                |
| 1929  | 24 / 200 | 11,5 % | Opposition                                                                |
| 1930  | 20 / 200 | 10,0 % | Svinhufvud II, Sunila II et Kivimäki                                      |
| 1933  | 21 / 200 | 10,4 % | Kivimäki                                                                  |
| 1936  | 21 / 200 | 10,4 % | Opposition, Cajander III                                                  |
| 1939  | 18 / 200 | 9,6 %  | Ryti I, Ryti II, Rangell, Linkomies, Hackzell, Urho Castrén, Paasikivi II |
| 1945  | 14 / 200 | 7,5 %  | Paasikivi III, Pekkala                                                    |
| 1948  | 13 / 200 | 7,3 %  | Opposition, Kekkonen I                                                    |
| 1951  | 14 / 200 | 7,2 %  | Kekkonen II, Kekkonen III, Kekkonen IV                                    |
| 1954  | 12 / 200 | 6,8 %  | Törngren, Opposition, Fagerholm II, Sukselainen I                         |
| 1958  | 13 / 200 | 6,5 %  | Fagerholm III, Sukselainen II, Opposition                                 |
| 1962  | 13 / 200 | 6,1 %  | Karjalainen I, Virolainen                                                 |
| 1966  | 11 / 200 | 5,7 %  | Opposition, Koivisto I                                                    |
| 1970  | 11 / 200 | 5,3 %  | Karjalainen II                                                            |
| 1972  | 9 / 200  | 5,1 %  | Opposition, Sorsa I                                                       |
| 1975  | 9 / 200  | 4,7 %  | Miettunen II,Miettunen III, Sorsa II                                      |
| 1979  | 9 / 200  | 4,2 %  | Koivisto II, Sorsa III                                                    |
| 1983  | 10 / 200 | 4,6 %  | Sorsa IV                                                                  |
| 1987  | 12 / 200 | 5,3 %  | Holkeri                                                                   |
| 1991  | 11 / 200 | 5,5 %  | Aho                                                                       |
| 1995  | 11 / 200 | 5,1 %  | Lipponen I                                                                |
| 1999  | 11 / 200 | 5,1 %  | Lipponen II                                                               |
| 2003  | 8 / 200  | 4,6 %  | Jäätteenmäki, Vanhanen I                                                  |
| 2007  | 9 / 200  | 4,6 %  | Vanhanen II, Kiviniemi                                                    |
| 2011  | 9 / 200  | 4,3 %  | Katainen, Stubb                                                           |
| 2015  | 9 / 200  | 4,9 %  | Opposition                                                                |
| 2019  | 9 / 200  | 4,5 %  | Rinne, Marin                                                              |
| 2023  | 9 / 200  | 4,3 %  | Orpo                                                                      |

### Élections européennes
| Année | Sièges | Votes  |
| ----- | ------ | ------ |
| 1996  | 1 / 16 | 5,75 % |
| 1999  | 1 / 16 | 6,77 % |
| 2004  | 1 / 14 | 5,7 %  |
| 2009  | 1 / 13 | 6,09 % |
| 2014  | 1 / 13 | 6,76 % |
| 2019  | 1 / 14 | 6,30 % |

### Élections municipales
| Année | Conseillers | Votes |
| ----- | ----------- | ----- |
| 1968  | 754 / 11856 | 5,6 % |
| 1972  | 647 / 11191 | 5,2 % |
| 1976  | 673 / 12739 | 4,7 % |
| 1980  | 676 / 12777 | 4,7 % |
| 1984  | 701 / 12881 | 5,1 % |
| 1988  | 712 / 12842 | 5,3 % |
| 1992  | 664 / 12571 | 5,0 % |
| 1996  | 671 / 12482 | 5,5 % |
| 2000  | 644 / 12278 | 5,1 % |
| 2004  | 636 / 11966 | 5,2 % |
| 2008  | 511 / 10412 | 4,7 % |
| 2012  | 480 / 9674  | 4,7 % |
| 2017  | 471 / 8999  | 4,9 % |
| 2021  | 463 / 8999  | 5,0 % |

### Élections présidentielles
| Année | Candidat       | 1er tour | 1er tour | 1er tour | 2d tour   | 2d tour | 2d tour |
| Année | Candidat       | Voix     | %        | Rang     | Voix      | %       | Rang    |
| ----- | -------------- | -------- | -------- | -------- | --------- | ------- | ------- |
| 1994  | Elisabeth Rehn | 702 211  | 22,0     | 2e       | 1 475 856 | 46,1    | 2e      |
| 2000  | Elisabeth Rehn | 241 877  | 7,8      | 4e       | -         | -       | -       |
| 2006  | Henrik Lax     | 48 703   | 1,6      | 7e       | -         | -       | -       |
| 2012  | Eva Biaudet    | 82 598   | 2,7      | 7e       | -         | -       | -       |
| 2018  | Nils Torvalds  | 44 661   | 1,5      | 8e       | -         | -       | -       |